# Церква Святого Архистратига Михаїла (Жирівка)
Церква Святого Архистратига Михаїла в Жирівці — дерев'яний храм УГКЦ, пам'ятка архітектури національного значення в селі Жирівці Солонківської громади Львівського району Львівської области України.

## Історія
Перша письмова згадка про храм датується 1499 роком.
Дерев'яна церква збудована народними майстрами в 1770 році, яка замінила давніший дерев'яний храм, 1684 року побудови. Дата побудови святині вирізьблена написом на надпоріжнику західних дверей, який переклав сучасною мовою дослідник Василь Слободян: «Благословінням Отця і Сина і Святого Духа збудована ця церква Року від народження Христового 1770 дня 1 травня за пресвітера Андрія Снігоревича».
Наприкінці XVIII ст. у стилі рококо були виготовлені іконостас та бічні вівтарі.
Після Львівського псевдюособору 1946 року парафію було переведено в російське православ'я, а в 1950-х церкву закрила влада. 1989 року її відчинили.
2020 року з ініціативи греко-католицької громади, а також підтримки о. Юрія Нецька відбулася реставрація церкви ззовні (керівник архітектор‑реставратор Юрій Дубик).
Храм згадується в працях Богдана Януша та Михайла Драґана.

## Парохи
- о. Іван (1678)
- о. Тимотей (1697)
- о. Гаврило Вишневський
- о. Андрій Снігурович (1760)
- о. Іван Максимович (1832—1847)
- о. Іван Пачовський (1847—1848)
- о. Онуфрій Кисілевський (1848—1851)
- о. Петро Лозинський (1851—1870)
- о. Василь Долинський (1870—1871, адміністратор)
- о. Порфирій Руденський (1871—1889)
- о. Мирон Гуглевич (1889—1907)
- о. Ізидор Дольницький (1907—1908, адміністратор)
- о. Констянтин Роздольський (1908—1909, адміністратор)
- о. Володимир Яворський (1909—1911, адміністратор; 1911—1920)
- о. Василь Курилас (1920—1924)
- о. Маріян Кузьмак (1924—1925, адміністратор; 1925—1944)
- о. Богдан Білинський (від 1993)
- о. Юрій Нецько — нині.